# Lúcio Ácio
Lúcio Ácio (em latim: Lucius Accius ou Lucius Attius; Pesaro, 170 a.C. — 86 a.C.) foi um antigo poeta romano. Foi autor dramático latino, de que se conservam, com alguns fragmentos, 45 títulos pertencentes ao ciclo troiano (Aquiles, Dei/abo), ao ciclo dos Peiópidas (Atreus, Clitemnestra), ao ciclo dos Labdácidas (Amigaria, Epígonos) e a outros ciclos (Alcestes, Medeia, Meleagro, Prometeu). Também escreveu duas tragédias de argumento romano: Decius e Brutus.